# Ashanti (album)
Ashanti è l'album di debutto della cantante R&B statunitense Ashanti, pubblicato nel 2002 per la Murder Inc./Island Def Jam. Riconosciuto con il Grammy Award al miglior album contemporary R&B, ha esordito alla prima posizione della classifica statunitense, con una prima settimana di vendite di 503.000 copie, il più grande numero di copie vendute per un artista femminile al debutto fino ad allora negli Stati Uniti.
Nell'album è presente il singolo Foolish, primo singolo solista della cantante ad esordire alla prima posizione della classifica Billboard Hot 100 e nominato ai Grammy Awards come migliore performance vocale femminile R&B.

## Antefatti
Ashanti, scoperta da Sean Combs all'età di 14 anni, firma un contratto discografico con la Bad Boy Records, abbandonandola dopo pochi mesi per le proposte non inerenti alle volontà artistiche della cantante. Successivamente al proseguimento degli studi e alla partecipazione a una scuola di arte drammatica, Ashanti firma un contratto con la Epic Records. Tuttavia, i cambiamenti di gestione dell'etichetta hanno rapidamente reso Ashanti una bassa priorità per il mercato discografico, così iniziò a frequentare lo studio di registrazione The Inc. Records.
Ashanti fu notata da Irv Gotti, il quale si propose per produrre il primo progetto discografico della cantante, portandola a collaborare con numerosi artisti per darle visibilità, tra cui nei singoli Always on Time con Ja Rule e What's Luv? con Fat Joe. Le collaborazioni divennero due delle canzoni di maggior successo del 2002, facendo divenire Ashanti divenne la prima artista femminile ad occupare le prime due posizioni della classifica Billboard Hot 100 contemporaneamente.

## Promozione
Il singolo principale dell'album, intitolato Foolish è stato pubblicato l'11 febbraio 2002, divenendo il più grande successo solista di Ashanti, trascorrendo dieci settimane consecutive in vetta alla Billboard Hot 100 e Hot R&B/Hip-Hop Songs. Con oltre due milioni di copie certificate dalla RIIA, il singolo è stato il secondo più venduto del 2002 negli Stati Uniti. L'album ha ottenuto apio successo internazionale, esordendo nelle prime dieci posizioni delle classifiche di Regno Unito, Australia e Canada. Successivamente è stato nominato ai Grammy Awards come migliore performance vocale femminile R&B.
Il secondo singolo dell'album, Happy, è stato pubblicato il 17 giugno 2002. La canzone raggiunse il numero 8 della US Billboard Hot 100, e il numero 6 della classifica Hot R&B/Hip-Hop Songs. Il terzo singolo dell'album, Baby, è stato pubblicato il 9 settembre 2002.

## Accoglienza
Il redattore di AllMusic Stephen Thomas Erlewine gli ha dato una valutazione di tre stelle su cinque, elogiando il suono «moderno, post-hip-hop soul», affermando che l'album ha «ritmi piuttosto freschi e ganci leggermente insistenti e maliziosi». Tuttavia, ha percepito che mancava di materiale distintivo: «Non è affatto male com'è strutturato, e ha i suoi momenti in salita, ma arrivati alla traccia 17 tracce, tutto diventa una macchia indistinta». Entertainment Weekly ha lodato le sinuosità tra il rap e il soul del progetto, continuando a dire che «la sua voce è duttile e graziosa ma raramente si alza sopra un sussurro, rendendola uno strumento di sottofondo anche quando è il turno di brillare». Kris Ex di Rolling Stone si è complimentato per la produzione complessiva dell'album con i suoi «lenti groove R&B » e ha notato che la voce di Ashanti «è il perfetto strumento R&B pronto per la radio: abbastanza forte da cavalcare sui beat da strada ma abbastanza modesto da essere aperto all'interpretazione; meglio di Britney Spears ma meno distintivo di Mary J. Blige».
Meno entusiasta è la rivista People, che alludendo alle precedenti collaborazioni della cantante, ha scritto che «una cosa è cantare un brano sul disco di qualcun altro, un'altra è portare il proprio album, e Ashanti non riesce a fare in questo debutto desultorio [...] Ashanti, con il suo dolce ma leggero soprano, non ha la grinta e la potenza di altre dive come Brandy, Destiny's Child o Monica. Non aiuta il fatto che, nonostante sporadici campionamenti di rilievo mancano melodie indimenticabili». Anche Robert Hilburn del Los Angeles Times ha avuto una visione mista dell'album, scrivendo che «la voce di Ashanti si adatta bene all'atmosfera pastosa di questa raccolta», tuttavia non è rimasto impressionato perché non era «piena e imponente».

## Riconoscimenti
Grammy Awards 
- 2003 – Miglior album contemporary R&B[19]

 MOBO Awards 
- 2002 – Candidatura al miglior album[20]

 Soul Train Music Award 
- 2003 – Candidatura all'album R&B/Soul o Rap dell'anno[21]
- 2003 – Miglior album R&B/Soul femminile[21]

## Tracce
1. Intro – 1:25 (Ashanti Douglas, Marcus Vest, Irving Lorenzo, Andre Parker, Jeffrey Atkins, Joseph Cartagena, Ramel Gill, Christopher Rios, Takwon Green, Taheem "Caddillac Tah" Crocker, Paul Walcott)
2. Foolish – 3:47 (Ashanti Douglas, Marcus Vest, Irving Lorenzo, Etterlene Jordan, Mark DeBarge)
3. Happy – 4:22 (Ashanti Douglas, Andre Parker, Irving Lorenzo, Raymond Calhoun)
4. Leaving (Always on Time Part II) (feat. Ja Rule) – 3:55 (Ashanti Douglas, Marcus Vest, Irving Lorenzo, Jeffrey Atkins)
5. Narrative Call (Skit) – 0:36
6. Call – 5:05 (Ashanti Douglas, Marcus Vest, Irving Lorenzo, Jeffrey Atkins)
7. Scared – 4:43 (Ashanti Douglas, Andre Parker, Irving Lorenzo)
8. Rescue – 7:25 (Ashanti Douglas, Marcus Vest, Irving Lorenzo)
9. Baby – 4:25 (Ashanti Douglas, Marcus Vest, Irving Lorenzo, Mike Dean, Brad Jordan)
10. Voodoo – 4:42 (Ashanti Douglas, Marcus Vest, Irving Lorenzo)
11. Movies – 4:09 (Ashanti Douglas, Marcus Vest, Irving Lorenzo, Matthew Miller, Reginald Wiggins, Jarrad Thomas, DeMario Bridges)
12. Fight (Over Skit) – 1:18
13. Over – 5:34 (Ashanti Douglas, Marcus Vest, Andre Parker, Irving Lorenzo)
14. Unfoolish (feat. The Notorious B.I.G.) – 3:14 (Ashanti Douglas, Marcus Vest, Irving Lorenzo, Etterlene Jordan, M. DeBarge, Sean Combs, Daron Jones, Robert Kelly, Christopher Wallace)
15. Shi Shi (Skit) – 0:14
16. Dreams – 4:14 (Ashanti Douglas, Marcus Vest, Irving Lorenzo, El DeBarge)
17. Thank You – 1:45 (Ashanti Douglas)

## Successo commerciale
l 20 aprile 2002, Ashanti ha esordito al numero uno sia della classifica Billboard 200 che della US Top R&B/Hip-Hop Albums, con vendite della prima settimana di 503.000 copie. Il 17 dicembre 2002, l'album fu certificato triplo platino dalla Recording Industry Association of America e rimase nella classifica Billboard 200 per 55 settimane consecutive. Ashanti ha venduto 3,6 milioni di copie negli Stati Uniti a partire da ottobre 2008.
In Canada, ha raggiunto la posizione numero 15 della classifica, salendo successivamente alla posizione numero 5, ed è stato certificato due volte platino per aver venduto oltre 200.000 copie. Nel Regno Unito ha esordito alla posizione numero 3 della classifica, vendendo oltre 300.000 copie.
Al 2005 l'album ha venduto oltre sei milioni di copie in tutto il mondo.

## Classifiche

### Classifiche settimanali
| Classifiche (2002) | Posizione massima |
| ------------------ | ----------------- |
| Australia          | 10                |
| Austria            | 36                |
| Belgio (Fiandre)   | 24                |
| Belgio (Vallonia)  | 29                |
| Canada             | 5                 |
| Francia            | 29                |
| Germania           | 10                |
| Irlanda            | 11                |
| Nuova Zelanda      | 15                |
| Paesi Bassi        | 12                |
| Regno Unito        | 3                 |
| Stati Uniti        | 1                 |
| Svizzera           | 15                |

### Classifiche di fine anno
| Classifica (2002) | Posizione |
| ----------------- | --------- |
| Australia         | 98        |
| Belgio (Fiandre)  | 90        |
| Germania          | 74        |
| Paesi Bassi       | 55        |
| Regno Unito       | 38        |
| Stati Uniti       | 12        |
| Svizzera          | 61        |
| Classifica (2003) | Posizione |
| Stati Uniti       | 160       |